# Zlatko Baloković
Zlatko Baloković (31 marzo 1895 – 29 marzo 1965) è stato un violinista croato.

## Biografia
Nato a Zagabria, Croazia (all'epoca parte di Austria-Ungheria), iniziò le lezioni di violino all'età di dieci anni. Fece un tale progresso che, dopo tre anni, fu mandato a Praga a continuare i suoi studi alla "Meisterschule" sotto la guida di Otakar Ševčík.
Nel 1913, già eccellente e conosciuto, gli venne fatto invito di suonare con l'Orchestra filarmonica di Mosca. Quell'anno vinse l'annuale "Staatspreis" austriaco e presto fece tour artistici a Berlino, Vienna e Genova. Rimase a Trieste  durante la Prima guerra mondiale.
Dopo aver vissuto in Gran Bretagna dal 1920 al 1923, accettò un'offerta per un tour americano, così il 1º gennaio 1924 partì per New York. Nel 1926 sposò Joyce Borden, ereditiera della fortuna della famiglia Borden. Nel decennio del 1920 e del 1930, la coppia girò il continente europeo laddove si esibiva.
È sepolto nel cimitero Mirogoj a Zagabria.